# Dicköl

Allgemeine chemische Struktur von Standöl (R^{1}, R^{2} und R^{3} sind Alkyl- oder Alkenylreste mit einer meist ungeraden Anzahl von Kohlenstoffatomen). Standöl ist – wie andere pflanzliche Öle – ein Gemisch von Triestern des Glycerins.

Dicköl ist der Oberbegriff für Öle mit künstlich erhöhter Viskosität. Vor allem Leinöl und Holzöl wurden so behandelt, es eignen sich aber auch andere härtende Öle (z. B. Mohnöl, Perillaöl, Walnussöl oder Sonnenblumenöl, auch Tran).
Während rohe Öle tief in poröse Materialien eindringen und sich sehr gut zur Imprägnierung gegenüber eindringendem Wasser eignen, bleiben verdickte Öle eher an der Oberfläche und vernetzen sich zu einer elastischen Haut, die pigmentiert als Ölfarbe oder Öllack zu gestalterischen Zwecken und als Oberflächenschutz eingesetzt wird. In beiden Fällen wird die Wasserdampfdiffusion aus dem Material eingeschränkt, oft jedoch deutlich weniger als bei der Verwendung von Kunstharz-Bindemitteln.
Die für längere Zeit auf etwa 150 °C erhitzten Öle werden auch als gekochte Öle bezeichnet. Der Begriff gekochtes Öl wird teilweise auch für Ölfirnisse verwendet, die nicht unbedingt erhitzt, sondern durch Zugabe kleinerer Mengen Trockenstoffe schneller trocknen. Bei den zugesetzten „Trocknern“ handelt es sich meist um folgende oder ähnliche Verbindungen: Blei- und Manganoxide, Acetate, Oxalate, Borate, Resinate und unlösliche Fettsäuresalze, Zirkonium-, Calcium- und Bleisalze sowie Mischungen derselben.
Geblasene Öle bzw. Blasöle werden hingegen durch Einblasen von Luft (z. B. in Oxidationstrommeln) teilweise polymerisiert, wodurch sich im Leinöl Linoxin bildet. Teilweise wird das Öl zugleich erhitzt.

## Standöl
Standöl (auch Bennebroeker Öl) bezeichnet oxidativ härtende bzw. trocknende Öle, die durch Erhitzen (unter Luftabschluss) eingedickt und vorpolymerisiert wurden. In der Regel handelt es sich um Leinöl.
Standöl ist dickflüssiger und zäher als das ursprüngliche, natürliche Öl, benötigt aber in der Regel länger zur Trocknung, sofern keine Trockenstoffe zugesetzt wurden. Standöle zeigen in verfilmtem Zustand eine verbesserte Beständigkeit gegenüber Feuchtigkeit und Bewitterung und eine reduzierte Vergilbungsneigung.
Heutzutage wird Standöl industriell hergestellt, dabei wird das Naturöl in Schutzgasatmosphäre auf ca. 250 °C erhitzt. Ursprünglich wurde Leinöl hoch erhitzt und in Brand gesetzt und dann durch Bedecken des Kessels gelöscht.
Pigmentierten Standölfarben werden teilweise Füllstoffe wie Zinkweiß, Talkum, Kieselsäure, Quellton, Quarzmehl sowie zur Einstellung der Verarbeitbarkeit eventuell ungekochtes Leinöl oder Lösemittel wie Balsamterpentinöl zugesetzt.